# Socjalistyczna Partia Bengalu Zachodniego

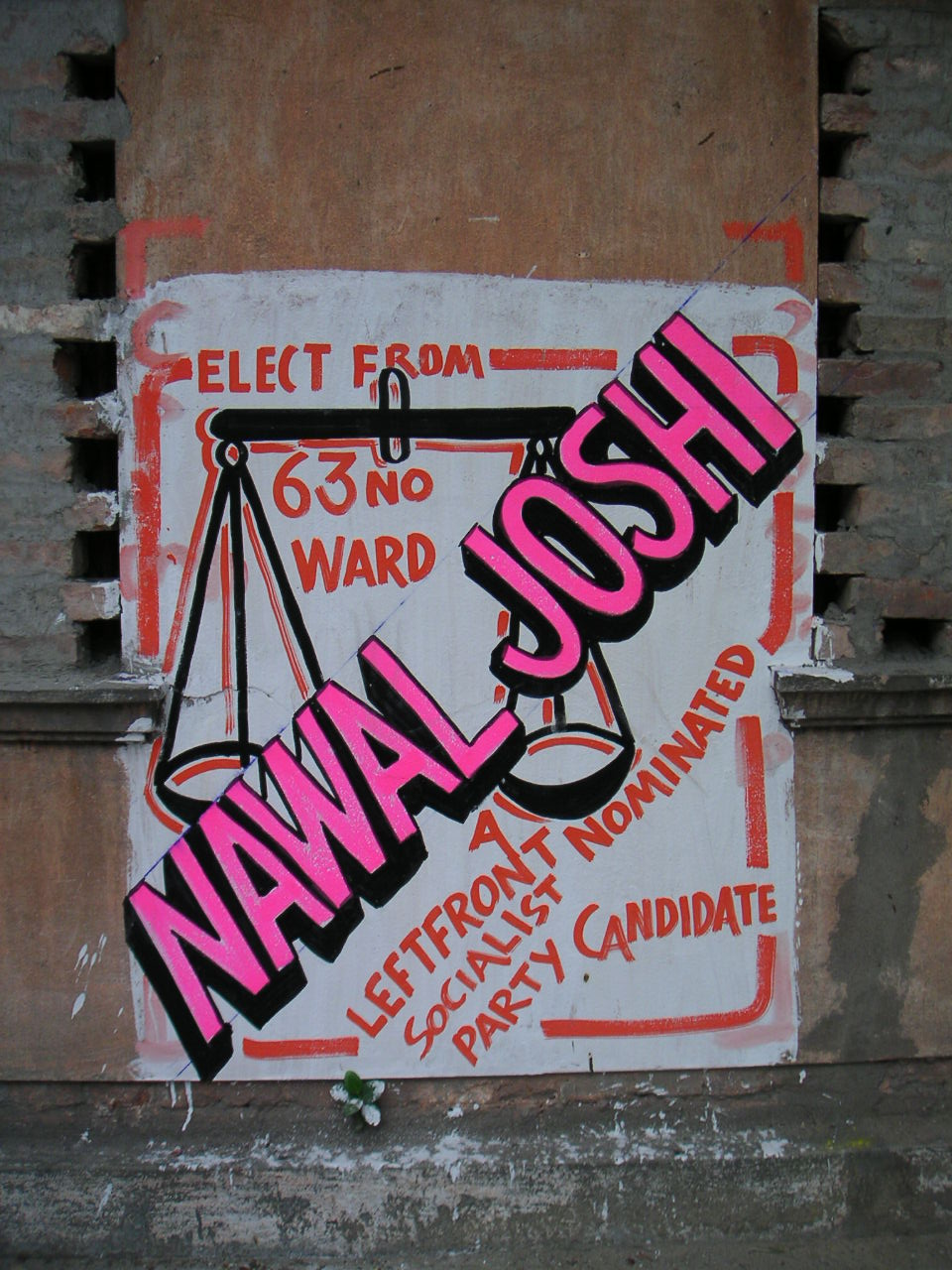
Wyborcze graffiti partii.

Socjalistyczna Partia Bengalu Zachodniego (West Bengal Socialist Party, hindi वेस्ट बंगाल सोशलिस्ट पार्टी, bengali ওয়েষ্ট বেঙ্গল সোস্যালিষ্ট পার্টি) – socjalistyczna partia polityczna w stanie Bengal Zachodni w Indiach. Jej liderem jest Kiranmoy Nanda.